# 阿尔及利亚议会
阿尔及利亚议会（阿拉伯语：‎）是阿尔及利亚的国家立法机关。

## 历史
阿尔及利亚自1962年独立后至1997年，曾经长期实行一院制议会。自1997年6月14日起，阿尔及利亚新宪法规定改为两院制，由民族院和国民议会组成。
民族院有144個議席，96席由間接選舉產生，另外48席由總統任命，議員任期6年，每隔3年改選一半席位。國民議會有407個議席，以比例代表制直接選舉產生，每屆任期5年。